# Aliança d'Esquerra Europea pels Pobles i el Planeta
L'Aliança d'Esquerra Europea pels Pobles i el Planeta és un partit polític europeu d'esquerres format per partits verds, feministes i anticapitalistes, i que neix com a escissió del Partit de l'Esquerra Europea. Te el seu origen en el moviment polític Ara la Gent, nascut al 2019.

## Història
Després de les preocupacions sobre la política d'austeritat del llavors govern grec d'Alexis Tsipras (Syriza), La França Insubmisa va abandonar el Partit de l'Esquerra Europea, promovent la creació de la plataforma Ara la Gent, a la qual ràpidament es van unir Podemos i el Bloc d'Esquerra. El juny de 2018, l'Aliança Roja-Verda danesa, l'Aliança d'Esquerra finlandesa i el Partit de l'Esquerra suec es van sumar a la plataforma. En aquell moment, els partits portuguès, finlandès i danès eren membres tant de la plataforma com del Partit de l'Esquerra Europea.
A les eleccions europees d'aquell mateix any, els partits associats a Ara la Gent van aconseguir un total de 14 escons. La França Insubmisa en va guanyar sis, el màxim dels partits constituents de la plataforma, mentre que Podemos en va aconseguir 3.
Posteriorment, i abans de les eleccions al Parlament Europeu de 2024, els líders dels sis partits d'Ara la Gent van signar un manifest comú després de reunir-se a París. Posteriorment, es va llançar el manifest "10 punts per una Europa d'Esquerra Verda: Europa per al poble", que va ser signat pels sis partits membres, juntament amb el partit Esquerra Italiana, L'Esquerra d'Alemanya, el partit basc Euskal Herria Bildu, i el partit luxemburguès L'Esquerra.
En aquestes eleccions, la representació general de l'aliança va augmentar de 13 a 18 eurodiputats, amb La França Insubmisa aconseguint nou eurodiputats, l'Aliança d'Esquerra i obtenint tres, Podem i el Partit de l'Esquerra assolint dos, i l'Aliança Verda i el Bloc d'Esquerra aconseguint un. Després de les eleccions, els tres diputats de L'Esquerra d'Alemanya i els dos de l'Esquerra Italiana, aconseguits dins la coalició Aliança Verds i Esquerra, es van sumar al moviment, augmentant a 23 els eurodiputats de l'aliança.
Finalment, el 19 de setembre de 2024 es va anunciar que els sis membres originals d'Ara la Gent, juntament amb el partit polonès Junts, estarien creant un nou partit polític europeu, que finalment es va materialitzar el 23 de setembre sota el nom d'Aliança d'Esquerra Europea pels Pobles i el Planeta i es va publicar a l'Autoritat per als partits polítics europeus i les fundacions polítiques europees el 27 de setembre.

## Membres
| Estat     | Partit               | PEE                             | ALG | MEPs   | Diputats |
| --------- | -------------------- | ------------------------------- | --- | ------ | -------- |
| Dinamarca | Aliança Roja-Verda   | Fins 2024                       | Sí  | 1 / 14 | 9 / 179  |
| Finlàndia | Aliança d'Esquerra   | Fins 2022, observador fins 2024 | Sí  | 3 / 15 | 11 / 200 |
| França    | La France insoumise  | Fins 2018, observador fins 2024 | Sí  | 9 / 81 | 70 / 577 |
| Polònia   | Partit Junts         | N/A                             | No  | –      | 5 / 460  |
| Portugal  | Bloc d'Esquerra      | Fins 2024                       | Sí  | 1 / 21 | 5 / 230  |
| Espanya   | Podemos              | N/A                             | Sí  | 2 / 61 | 4 / 350  |
| Suècia    | Partit de l'Esquerra | N/A                             | Sí  | 2 / 21 | 24 / 349 |